# Saint-Sauveur-sur-Tinée
Pour les articles homonymes, voir Saint-Sauveur et Tinée.
Saint-Sauveur-sur-Tinée est une commune française (San Salvaour en gavot, San Sarvòr (classique) / San Sarvor (mistralienne) [sãŋ saʀvˈɔʀ] dans le dialecte local) située dans le département des Alpes-Maritimes, en région Provence-Alpes-Côte d'Azur. Par décret du 17 mai 1957, Journal officiel du 22 mai 1957 avec effet au 23 mai 1957, Saint-Sauveur est devenu  Saint-Sauveur-sur-Tinée.
Ses habitants sont appelés les Blavets ou encore les Sansavornins.

## Géographie

### Localisation
Saint-Sauveur-sur-Tinée se situe à 64 km de Nice et à 30 minutes des stations d'Isola 2000, Auron. Ainsi que 20 minutes de Roubion-les-Buisses et Valberg.

### Géologie et relief
C'est une commune du Parc national du Mercantour située au confluent de la Tinée et de la Vionène.

### Catastrophes naturelles - Sismicité
Le 2 octobre 2020, de nombreux villages des diverses vallées des Alpes-Maritimes (Breil-sur-Roya, Fontan, Roquebillière, St-Martin-Vésubie, Tende...) sont fortement impactés par un "épisode méditerranéen" de grande ampleur. Certains hameaux sont restés inaccessibles jusqu'à plus d'une semaine après la catastrophe et l'électricité n'a été rétablie que vers le 20 octobre. L'Arrêté du 7 octobre 2020 portant reconnaissance de l'état de catastrophe naturelle a identifié 55 communes, dont Saint-Sauveur-sur-Tinée, au titre des "Inondations et coulées de boue du 2 au 3 octobre 2020".
Commune située dans une zone de sismicité moyenne.

### Hydrographie et les eaux souterraines
Cours d'eau sur la commune ou à son aval :
- rivière la Tinée,
- rivière la Vionène,
- vallons de mollières, du romarinier, de la figaïrasse,
- ruisseaux de longon, de gaudissart,
- rious merlier, chaunis.

Saint-Sauveur-sur-Tinée dispose d'une station d'épuration d'une capacité de 750 équivalent-habitants.

### Climat
Pour des articles plus généraux, voir Climat de Provence-Alpes-Côte d'Azur et Climat des Alpes-Maritimes.
En 2010, le climat de la commune est de type climat des marges montagnardes, selon une étude du Centre national de la recherche scientifique s'appuyant sur une série de données couvrant la période 1971-2000. En 2020, Météo-France publie une typologie des climats de la France métropolitaine dans laquelle la commune est exposée à un climat de montagne ou de marges de montagne et est dans la région climatique  Var, Alpes-Maritimes, caractérisée par une pluviométrie abondante en automne et en hiver (250 à 300 mm en automne), un très bon ensoleillement en été (fraction d’insolation > 75 %), un hiver doux (8 °C) et peu de brouillards. 
Pour la période 1971-2000, la température annuelle moyenne est de 12,1 °C, avec une amplitude thermique annuelle de 16,3 °C. Le cumul annuel moyen de précipitations est de 1 026 mm, avec 5,5 jours de précipitations en janvier et 6,2 jours en juillet. Pour la période 1991-2020, la température moyenne annuelle observée sur la station météorologique de Météo-France la plus proche, « Rimplas_sapc », sur la commune de Rimplas à 3 km à vol d'oiseau, est de 12,2 °C et le cumul annuel moyen de précipitations est de 908,8 mm. 
La température maximale relevée sur cette station est de 35,5 °C, atteinte le 23 août 2023 ; la température minimale est de −10,7 °C, atteinte le 27 février 2018,,. 
Les paramètres climatiques de la commune ont été estimés pour le milieu du siècle (2041-2070) selon différents scénarios d'émission de gaz à effet de serre à partir des nouvelles projections climatiques de référence DRIAS-2020. Ils sont consultables sur un site dédié publié par Météo-France en novembre 2022.

### Voies de communications et transports

#### Voies routières
Par la RD 6202, ancienne RN 202, puis par la route de la Tinée, la départementale M 2205 E.

#### Transports en commun
Transport en Provence-Alpes-Côte d'Azur
Commune desservie par le réseau Lignes d'Azur.

### Communes limitrophes
| Isola  | Isola                   | Valdeblore |
| Roure  | Saint-Sauveur-sur-Tinée | Rimplas    |
| Ilonse | Ilonse                  | Rimplas    |

### Intercommunalité
Commune membre de la Métropole Nice Côte d'Azur.

## Urbanisme
La commune est intégrée dans le plan local d'urbanisme métropolitain approuvé le 25 octobre 2019.

### Typologie
Au 1er janvier 2024, Saint-Sauveur-sur-Tinée est catégorisée commune rurale à habitat dispersé, selon la nouvelle grille communale de densité à 7 niveaux définie par l'Insee en 2022.
Elle est située hors unité urbaine. Par ailleurs la commune fait partie de l'aire d'attraction de Nice, dont elle est une commune de la couronne,. Cette aire, qui regroupe 100 communes, est catégorisée dans les aires de 200 000 à moins de 700 000 habitants,.

### Occupation des sols
L'occupation des sols de la commune, telle qu'elle ressort de la base de données européenne d’occupation biophysique des sols Corine Land Cover (CLC), est marquée par l'importance des forêts et milieux semi-naturels (99,6 % en 2018), une proportion sensiblement équivalente à celle de 1990 (100 %). La répartition détaillée en 2018 est la suivante : 
forêts (70,4 %), milieux à végétation arbustive et/ou herbacée (18,3 %), espaces ouverts, sans ou avec peu de végétation (11 %), zones agricoles hétérogènes (0,4 %).
L'évolution de l’occupation des sols de la commune et de ses infrastructures peut être observée sur les différentes représentations cartographiques du territoire : la carte de Cassini (XVIIIe siècle), la carte d'état-major (1820-1866) et les cartes ou photos aériennes de l'IGN pour la période actuelle (1950 à aujourd'hui).

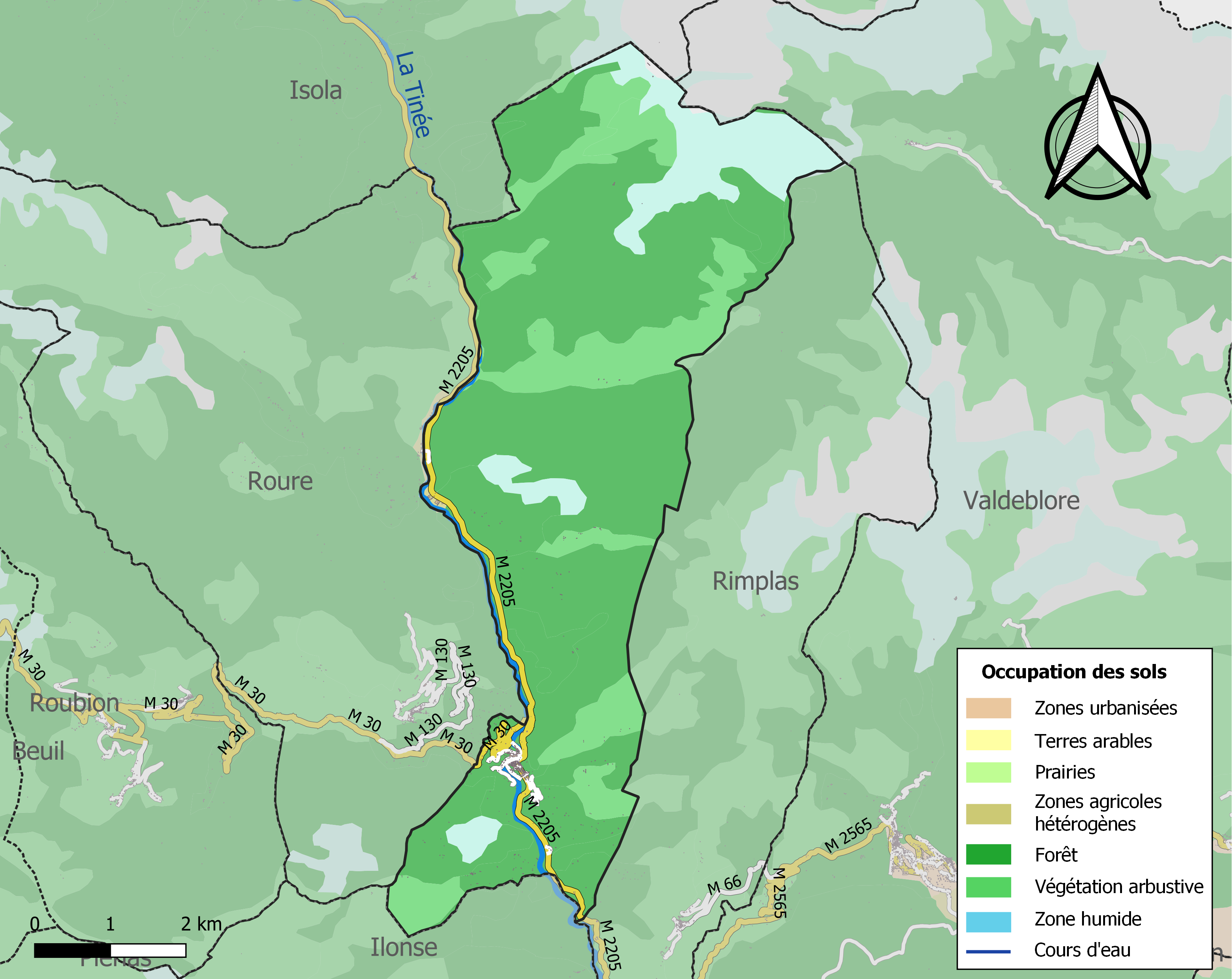
Carte de l'occupation des sols de la commune en 2018 (CLC).

## Histoire
Le village semble avoir pour origine le prieuré bénédictin Saint-Sauveur-de-Roure, dépendant de l’Abbaye Saint-Eusèbe de Saignon, dite d’Apt, et placé sous l’égide du Christ transfiguré.
En 1353, le fief comprenait déjà Saint-Sauveur, Roure, Rimplas, Marie, avec Pierre BALB, fils de Rostaing, comme seigneur.

## Économie

### Entreprises et commerces

#### Agriculture
- Le village a perdu sa vocation exclusivement agricole pour devenir un centre administratif de moyenne importance[24].

#### Tourisme
- Commune traversée par le Sentier de grande randonnée 5 et la route de la Grande traversée des Alpes, allant de la Suisse à Menton.
- gîte d’étape.
- Eglise Saint Michel
- Fours à bois, moulin
- Chapelles

#### Commerces et services
- Commerces et services de proximité[25].
- Saint sauveur sur tinée comprend une caserne de Peloton de Gendarmerie Haute Montagne (PGHM). Celle-ci gère le secteur alpes environnant.

## Héraldique
| Blason de Saint-Sauveur-sur-Tinée | De gueules à la croix tréflée d'or, cantonnée en chef à dextre d'une étoile d'argent et en pointe à senestre d'une fleur de lys du même. |

## Politique et administration
| Période   | Période   | Identité               | Étiquette | Qualité                     |
| --------- | --------- | ---------------------- | --------- | --------------------------- |
| mars 1989 | mars 2008 | Josette Auvaro-Bourgue | UMP       |                             |
| mars 2008 | juin 2020 | Josiane Borgogno       | LR        |                             |
| juin 2020 | En cours  | Jean Merra             | DVD       | Retraitée Fonction publique |

### Budget et fiscalité 2019

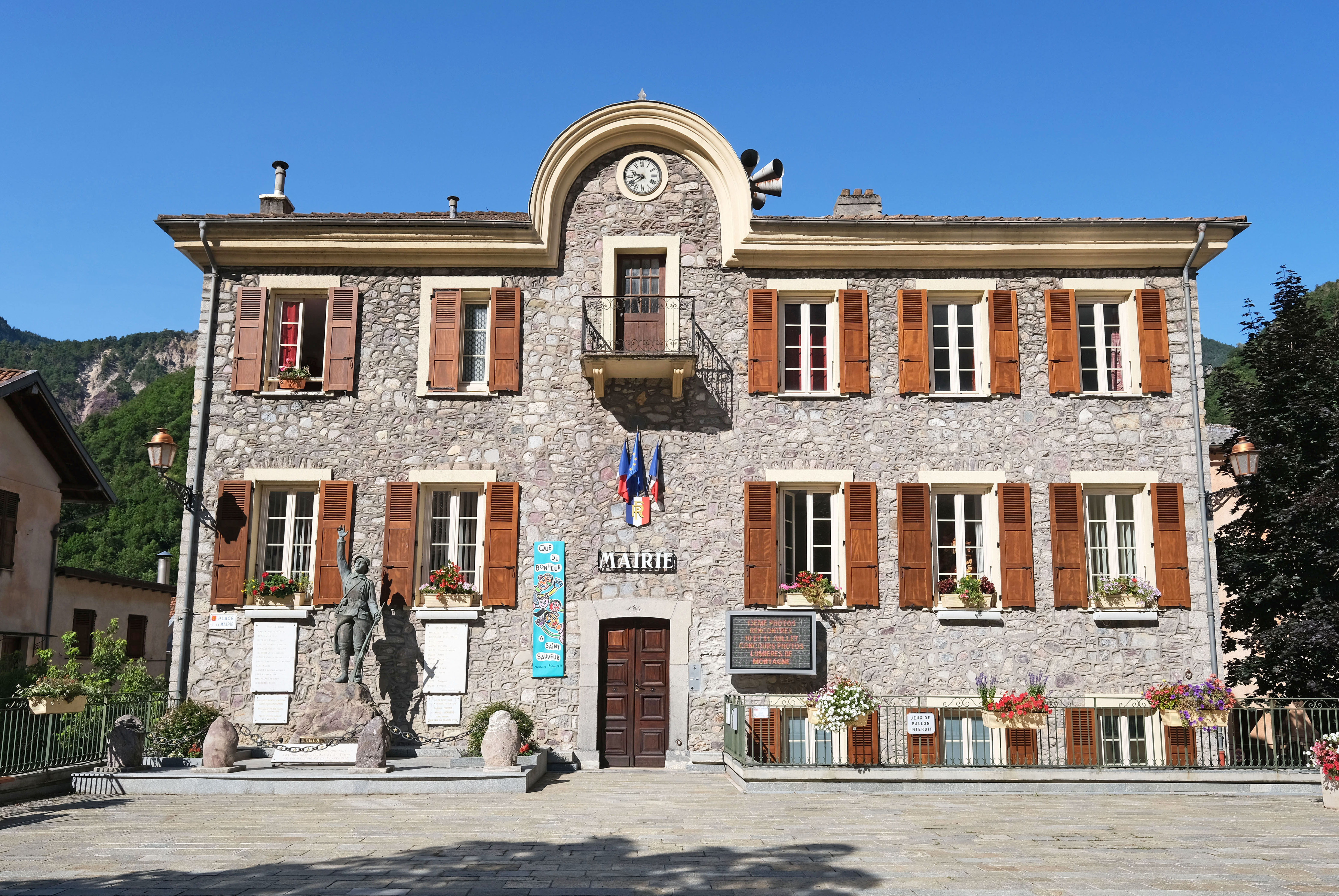
La mairie.

En 2019, le budget de la commune était constitué ainsi :
- total des produits de fonctionnement : 950 000 €, soit 2 305 € par habitant ;
- total des charges de fonctionnement : 596 000 €, soit 1 447 € par habitant ;
- total des ressources d'investissement : 275 000 €, soit 668 € par habitant ;
- total des emplois d'investissement : 1 060 000 €, soit 2 572 € par habitant ;
- endettement : 144 000 €, soit 351 € par habitant.

Avec les taux de fiscalité suivants :
- taxe d'habitation : 8,25 % ;
- taxe foncière sur les propriétés bâties : 18,74 % ;
- taxe foncière sur les propriétés non bâties : 12,75 % ;
- taxe additionnelle à la taxe foncière sur les propriétés non bâties : 0,00 % ;
- cotisation foncière des entreprises : 0,00 %.

Chiffres clés Revenus et pauvreté des ménages en 2017 : médiane en 2017 du revenu disponible, par unité de consommation : 18 820 €.

## Population et société

### Démographie

#### Évolution démographique
L'évolution du nombre d'habitants est connue à travers les recensements de la population effectués dans la commune depuis 1793. Pour les communes de moins de 10 000 habitants, une enquête de recensement portant sur toute la population est réalisée tous les cinq ans, les populations de référence des années intermédiaires étant quant à elles estimées par interpolation ou extrapolation. Pour la commune, le premier recensement exhaustif entrant dans le cadre du nouveau dispositif a été réalisé en 2007.

En 2022, la commune comptait 295 habitants, en évolution de −8,67 % par rapport à 2016 (Alpes-Maritimes : +2,85 %, France hors Mayotte : +2,11 %).
| 1793 | 1800 | 1806 | 1822 | 1838 | 1848 | 1858 | 1861 | 1866 |
| ---- | ---- | ---- | ---- | ---- | ---- | ---- | ---- | ---- |
| 480  | 229  | 335  | 513  | 550  | 541  | 541  | 618  | 635  |

| 1872 | 1876 | 1881 | 1886 | 1891 | 1896 | 1901 | 1906 | 1911 |
| ---- | ---- | ---- | ---- | ---- | ---- | ---- | ---- | ---- |
| 669  | 714  | 728  | 754  | 686  | 697  | 759  | 733  | 674  |

| 1921 | 1926  | 1931 | 1936 | 1946 | 1954 | 1962 | 1968 | 1975 |
| ---- | ----- | ---- | ---- | ---- | ---- | ---- | ---- | ---- |
| 685  | 1 089 | 680  | 654  | 532  | 610  | 420  | 386  | 386  |

| 1982 | 1990 | 1999 | 2006 | 2007 | 2012 | 2017 | 2022 | - |
| ---- | ---- | ---- | ---- | ---- | ---- | ---- | ---- | - |
| 368  | 337  | 337  | 346  | 346  | 347  | 308  | 295  | - |

### Enseignement
Établissements d'enseignements :
- Écoles maternelle et primaire[34],
- Collège,
- Lycée à Valdeblore.

### Santé
Professionnels et établissements de santé :
- Médecins à Saint-Sauveur-sur-Tinée, Isola, Saint-Martin-Vésubie,
- Pharmacies à Isola, Saint-Martin-Vésubie,
- Hôpitaux à Saint-Martin-Vésubie, Villars-sur-Var, Roquebillière.

### Cultes
- Culte catholique, paroisse Notre-Dame de la Tinée[36], Diocèse de Nice.

## Lieux et monuments
- Église Saint-Michel-Archange[37],[38].
- Chapelles :
  - Chapelle des Pénitents Blancs[39].
  - Chapelle Saint-Blaise[40].
  - Chapelle Saint-Roch[41].
  - Chapelle Notre-Dame-du-Villars[42].
  - Ancienne chapelle Saint Antoine[43] de la famille Ongran du XVIIe siècle, devenue four communal en 1875.
- La croix mariale sur les hauteurs du village.
- Monument aux morts[44].
- Maison des Eaux et Forêts.
- Fort de la Frassinéa[45],[46].
- Moulin à farine et four à pain[47].
- Lavoirs, fontaines.
- Statue de M. Paccoto intitulée Le Baiser[48].

## Personnalités liées à la commune
- Famille Ongran de Saint-Sauveur (ou Hongran de Saint-Sauveur)
- Ange-Marie Miniconi, résistant français, y fut instituteur de 1932 à 1934, avec son épouse Claire institutrice aussi, avant d'être muté à Peille puis à Cannes où il dirigea, sous le nom de Commandant Jean-Marie, un important réseau de résistance durant la Seconde Guerre mondiale.